# Meschede
Meschede è una città di 29 608 abitanti della Renania Settentrionale-Vestfalia, in Germania.
Appartiene al distretto governativo (Regierungsbezirk) di Arnsberg ed è capoluogo del circondario dell'Alto Sauerland.
Meschede si fregia del titolo di "Media città di circondario" (Mittlere kreisangehörige Stadt).